# Pytchunk
Pytchunk (orm. Պտղունք) – wieś w zachodniej Armenii, w prowincji Armawir. W 2001 roku liczyła ok. 1,5 tys. mieszkańców.